# Konrad Boehmer
Pour les articles homonymes, voir Boehmer.
Konrad Boehmer, né le 24 mai 1941 à Berlin et mort le 4 octobre 2014 à Amsterdam, est un compositeur et musicographe allemand naturalisé néerlandais.

## Biographie
Il fait des études de musicologie, de philosophie et de sociologie à l'Université de Cologne. Il obtient son doctorat en 1966 avec sa thèse Zur Theorie der offenen Form in der neuen Musik.  En parallèle, il travaille la composition avec Gottfried Michael Koenig. Il travaille ensuite au studio de musique électronique du WDR à la radio de Cologne.
À partir de 1966, il s'installe aux Pays-Bas, où il devient assistant scientifique au studio de musique électronique de l'Université d'Utrecht de 1967 à 1968. Il travaille en parallèle comme critique musical pour le journal Vrij Nederland de 1968 à 1973. En 1972, il enseigne l'histoire de la musique et la théorie musicale moderne au Conservatoire royal de La Haye. Cependant, il est partisan d'un marxisme extrémiste et tient une critique acerbe de Karlheinz Stockhausen ainsi que des principaux avant-gardistes de l'époque, qu'il accuse d'isolement par rapport aux masses musicales, et qu'il accuse d'être des adhérents implicites du capitalisme impérialiste. Sa propre musique s'inscrit dans les idées directrices de Hanns Eisler et il recourt occasionnellement seulement à l'électronique. On note ainsi la pièce Cri de cette terre, qui fait usage de l'électronique avec percussion en 1978. Certaines de ses pièces montrent ses opinions sociomusicales, comme Pentential pour piano en 1961, Information, pour percussion et deux piano (1964-1965) ou son Lied uit de verte (« Chant sans paroles ») pour soprano et orchestre de chambre sur un texte de Hô Chi Minh. Quelques-unes de ses pièces montrent une influence espagnole, ou hispanisante, comme Canciones del camino pour orchestre en 1973-1974 ou Tango deslavado y moroso pour piano en 1984.
En 1983, il reçoit le Prix Rolf Liebermann, décerné par la Fondation Koerber pour son opéra Doktor Faustus, créé à l'Opéra de Paris en 1985.